# Anunciação (Fra Angelico, Prado)
A Anunciação é uma pintura a ouro e têmpera sobre madeira de Giovanni da Fiesole, mais conhecido por Fra Angelico, frade e mestre pintor italiano do Gótico tardio e do início da Renascença, pintura que medindo 194 cm x 194 cm (incluindo a predela) foi criada cerca de 1435, que se destinou inicialmente ao Convento de São Domingos de (Fiesole) (Itália) onde Fra Angelico era frade, e que se encontra actualmente no Museu do Prado, em Madrid.
Esta obra é provavelmente a terceira de uma série de três grandes tábuas sobre a Anunciação pintadas por Fra Angelico nos anos trinta do século XV, sendo as outras duas a Anunciação de Cortona e a Anunciação de San Giovanni Valdarno. Não há, no entanto, unanimidade dos historiadores de arte acerca da datação da série, propondo alguns que a pintura do Prado foi a primeira.
A Anunciação era um dos três grandes retábulos da autoria de Fra Angelico que decoravam a igreja do Convento de São Domingos (Fiesole), juntamente com o mais antigo Pala di Fiesole (de c. 1424-25), estando este colocado no altar mor e o único ainda no local original, e com a Coroação da Virgem (de c. 1424-1435) que se encontra actualmente no Louvre.

## Descrição

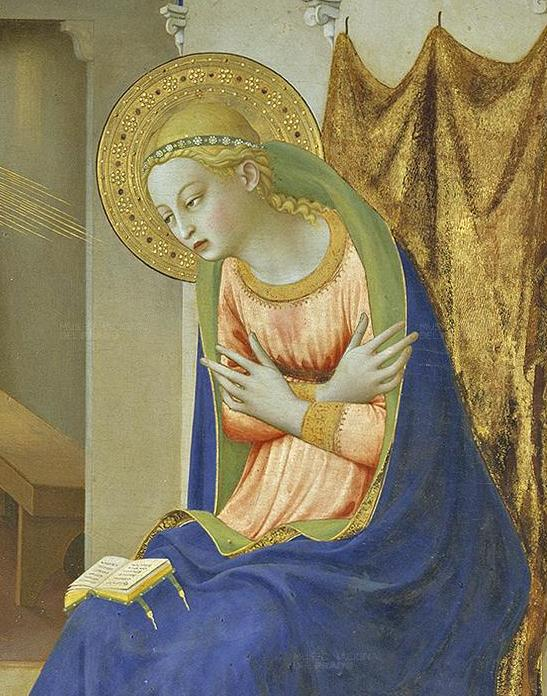
A Virgem, detalhe da Anunciação

A pintura representa o episódio da Anunciação narrado no Novo Testamento (Lucas 1:26–38) num pórtico de mármore aberto, all'aperto, que recorda o Hospital dos Inocentes florentino desenhado por Filippo Brunelleschi, um contemporâneo de Fra Angelico, com arcos a assentar em colunas finas brancas.
A Virgem Maria está sentada no arco mais à direita ligeiramente curvada aceitando a missão anunciada e tendo com a chegada do anjo suspendido a leitura do livro que agora mantém aberto sobre o joelho direito, como símbolo das escrituras que se tornam realidade. Tanto Maria como o anjo têm cabelo loiro, pele branca e mãos magras e alongadas. A Virgem usa uma túnica rosa e uma capa azul ultramar. O anjo está vestido com um traje rosa com franjas de ouro, cintado, que cai em grandes dobras até aos pés.
No canto superior esquerdo da pintura estão as mãos de Deus das quais emana em diagonal um raio de luz dourado sobre o peito de Maria e no qual viaja a pomba do Espírito Santo.
O pórtico tem abóbadas arqueadas de cor azul celeste cobertas de pequenas estrelas douradas. Na fachada do pórtico há um medalhão com a figura de Deus, o Pai em grisaille e ao fundo há um cubículo com um banco.

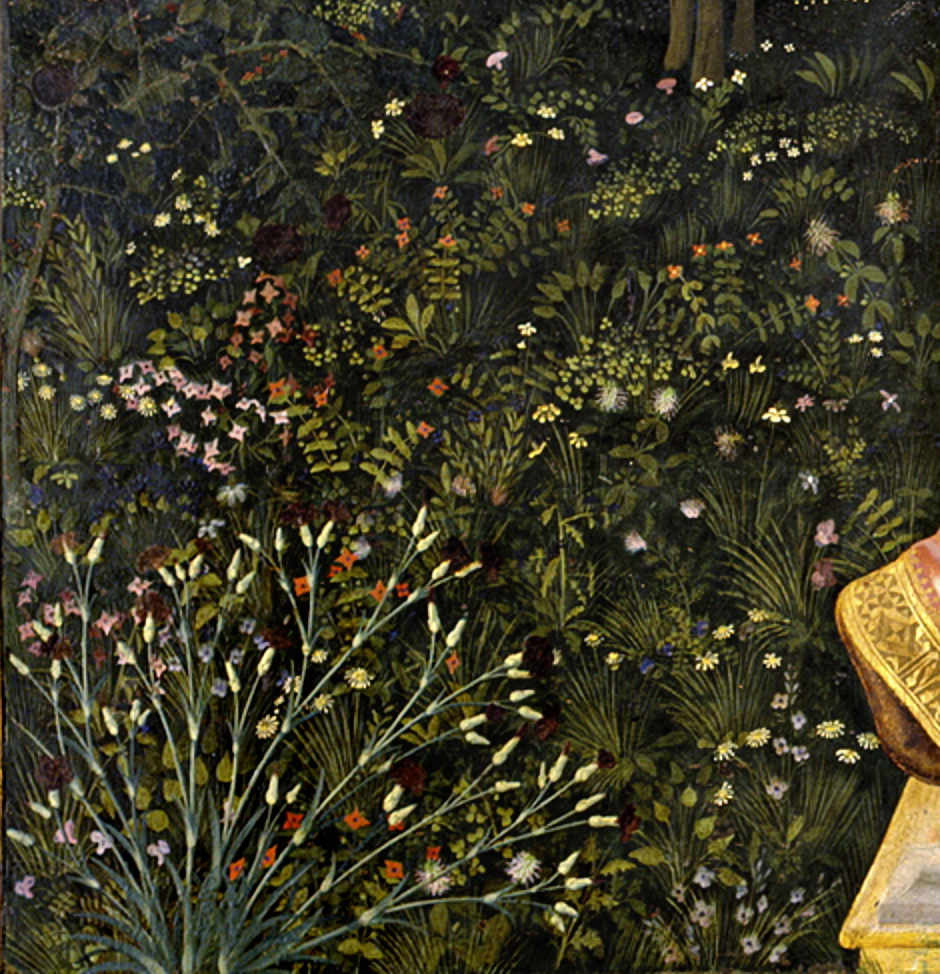
O jardim, detalhe

No lado esquerdo encontra-se um jardim, um hortus conclusus alusivo à virgindade de Maria, representando o Paraíso. O pomar em frente ao pórtico está repleto de flores com uma vegetação espessa e algumas árvores à frente das quais se vêm Adão e Eva vestidos com peles. A expressão deles é de submissão e arrependimento representando o princípio e o final do pecado original, estando um anjo atrás deles a vigiar a expulsão do Paraíso. Entre as espécies ligadas a valores simbólicos, reconhece-se a palmeira, que lembra o futuro martírio de Cristo, e as rosas vermelhas, que recordam o sangue da paixão de Cristo. A presença de Adão e Eva recorda o ciclo da condenação da humanidade e a sua salvação por Cristo, tornada possível pela aceitação por Maria da missão que lhe foi confiada por Deus.
A cena é composta de modo semelhante às outras duas Anunciações de Fra Angelico, mas com algumas diferenças. Como na Anunciação de Cortona, a composição está tripartida no jardim, no arco do Anjo e no arco da Virgem, mas, como na Anunciação de San Giovanni, o ponto de fuga está no interior da habitação e não no exterior, concentrando mais a atenção do espectador na Anunciação.

## Predela
Predela da Anunciação do Prado
O Retábulo inclui uma predela em que se representam episódios da vida da Virgem Maria. A predela é composta de cinco painéis sendo os episódios representados cronologicamente a partir da esquerda:
- Nascimento e Casamento da Virgem,
- Visitação,
- Adoração dos Magos,
- Apresentação de Jesus no Templo e
- Morte da Virgem

Nestes pequenos painéis, Fra Angelico trabalhou com maior liberdade compositiva, menos vinculado à observância da tradição iconográfica da cena principal.
O Casamento da Virgem apresenta em fundo uma igreja renascentista com pórtico, enquanto a Visitação mostra uma loggia de esquina, habilmente desenhada. No entanto, nesta cena não se atinge a viva expressão da fadiga na mulher que atinge o cimo do caminho como na predela da Anunciação de Cortona. A Adoração dos Magos é, por sua vez, muito original e mostra uma iconografia frontal inovadora, bem antes da revolução de Botticelli (A Adoração dos Magos, c. 1475, Uffizi) evidenciada pela perspectiva ousada das ruínas da cabana. Aqui também se nota o uso distintivo da luz de Beato Angelico, que cria uma luz diáfana e cristalina que molda os volumes em vez do chiaroscuro, vincando a harmonia das cores e ajudando a unificar as cenas.
A cena seguinte da Apresentação de Jesus no Templo é ainda mais inovadora, sendo situada num templo circular que parece ser projetado, através de uma lente, para o espectador, aperfeiçoando um esquema já presente na Apresentação no Templo de Gentile da Fabriano. O Trânsito da Virgem é a cena mais tradicional, embora seja notável a invenção do vale entre as montanhas em fundo, o que cria um canal de perspectiva para a estrada celestial definida pelos anjos ao alto.

### Ligação externa
- Página oficial do Museu do Prado (em castelhano), digitar "Angelico" na procura para obter a Ficha Técnica da obra